# Weka (république démocratique du Congo)
Pour les articles homonymes, voir Weka.
Weka est une localité de la république démocratique du Congo, située dans la province du Kongo central.

## Administration
Le village fait partie du secteur de Tsundi-Sud, dans le territoire de Lukula.